# Benito Boccolari
Benito Boccolari (Modena, 1888 – Modena, 1964) è stato uno scultore, incisore e ceramista italiano.

## Biografia
Benito (Benedetto) Boccolari fu scultore, ceramista e incisore. 
Ebbe Bistolfi come maestro di scultura. 
Dopo un primo momento di tendenze simboliste, aderisce alla nuova poetica di Novecento esprimendone lo spirito con i monumentali rilievi scolpiti, nel 1938, per la Loggia del Palazzo Comunale di Modena.
Nella grafica si forma sulle stampe silografiche del marchigiano De Carolis esprimendosi con i modi del Liberty. 
È un attivo illustratore de L'Eroica di Ettore Cozzani  e dei Classici del ridere, le celebri edizioni di Angelo Fortunato Formiggini. 

La sua xilografia nella Raccolta dal titolo Il mio torchio, esposta alla XIX Biennale di Venezia del 1934, esprime una tra le più lucide interpretazioni del recupero dei valori prospettici e spaziali del Rinascimento, distintivi delle tendenze del "Novecento" e del "ritorno all'ordine".
Insegnante all'Istituto d'Arte Venturi di Modena;  suo allievo di xilografia fu Norino Martinelli, mentre all'acquaforte, oltre che alla pittura, furono Edgardo Rota e Leo Masinelli.
Si è dedicato anche alla ceramica.
Nel 1947 è accolto come socio nella Accademia di Scienze Lettere e Arti di Modena.
Nel 1948 partecipa al restauro conservativo del Duomo di Modena.